# Football à Moscou
Les rivalités dans le football à Moscou sont nombreuses dès l'arrivée du football à Moscou vers le début du XXe siècle. La ville de Moscou est celle qui compte le plus d'équipes en Europe : CSKA, Lokomotiv, Spartak, Dynamo en première division ainsi que le Torpedo, le Strogino, le Veles, le Tchertanovo et le Rodina en divisions inférieures.

## Histoire du football à Moscou

### Le football miroir du communisme et propagande soviétique
Le premier grand club moscovite à être créé est le CSKA - à l'époque nommé OLLS - en 1911 et prend part au championnat de Moscou. Le premier derby moscovite entre clubs encore existants a eu lieu le 1er juin 1922, le CSKA (OLLS) battit le Spartak (MKS) sur le score de 4 buts à 2. Cependant cela ne dure que peu longtemps et en 1923 plusieurs bouleversements ont lieu dans le sport soviétique. Les sports dit « bourgeois » sont modifiés pour coller à l'idéal socialiste. Les anciens clubs sont démantelés ou fermés et sur les ruines vont être mises sur pied des équipes liées aux ministères soviétiques. La Ligue de Moscou est dissoute, remplacé par une Ligue qui regroupe huit équipes ministérielles de Moscou.
Le CSKA devient lié à l'Armée rouge, le Dynamo représente le ministère de l'intérieur et la police politique et le Lokomotiv est détenu par le ministère du transport ferroviaire. Seul le Spartak, créé par les syndicats n'est pas détenu par une personne puissante à l'époque, c'est pour cette raison qu'il deviendra par la suite le « club du peuple ». Le cinquième grand club moscovite de l'époque, le Torpedo est quant à lui détenu par l'entreprise automobile soviétique ZiL. De très nombreux hommes d'État soviétiques voyaient dans les victoires de leur équipe une manière d'afficher leur supériorité vis-à-vis de leurs adversaires responsables d'autres clubs.

### Période soviétique (1936-1991)
Sous l'ère soviétique, le Spartak est le club le plus titré de Moscou, remportant 12 fois le titre de champion d'URSS, le Dynamo 11 fois, le CSKA 7 fois et le Torpedo 3 fois. Le Lokomotiv ne remporte aucun titre de champion.

### Période post-soviétique (depuis 1991)
Le Spartak continue d'être le club le plus titré en remportant 10 titres de champion, le CSKA est sacré 6 fois et le Lokomotiv 3 fois. Le CSKA reste cependant le seul club moscovite à remporter un titre européen : la Coupe UEFA en 2005.

## Rivalités importantes
- Le Derby de Moscou entre le Spartak et le CSKA est le plus gros derby moscovite car ce sont les 2 clubs les plus populaires de Russie et également les plus titrés.
- Le plus vieux derby de Russie entre le Spartak et le Dynamo était la plus importante rivalité pendant les années soviétiques. Cette rivalité est moins présente depuis les années 80-90 car le Dynamo n'a plus gagné un seul titre depuis 1995.

## Palmarès cumulé (titres majeurs)
- Spartak Moscou (37 titres) : 12 fois champion d'URSS, 10 Coupes d'URSS, 10 fois champion de Russie et 4 Coupes de Russie et 1 Supercoupe de Russie
- CSKA Moscou (30 titres) : 7 fois champion d'URSS, 5 Coupes d'URSS, 6 fois champion de Russie, 9 Coupes de Russie, 8 Supercoupes de Russie et 1 Coupe UEFA
- Dynamo Moscou (19 titres) : 11 fois champion d'URSS, 6 Coupes d'URSS, 1 Supercoupe d'URSS et 1 Coupe de Russie
- Lokomotiv Moscou (16 titres) : 2 Coupes d'URSS, 3 fois champion de Russie, 9 Coupes de Russie et 2 Supercoupes de Russie
- Torpedo Moscou (10 titres) : 3 fois champion d'URSS, 6 Coupes d'URSS et 1 Coupe de Russie